# Conseil des appellations réservées et des termes valorisants
 (août 2025).
Le Conseil des appellations réservées et des termes valorisants (CARTV) est un organisme québécois ayant juridiction sur les produits agricoles et alimentaires vendus au Québec qui portent une appellation réservée. Il a été fondé le 6 novembre 2006, à la suite de l'instauration de la Loi sur les appellations réservées et des termes valorisants.

## Histoire
La Loi sur les appellations réservées et des termes valorisants qui remonte à 1996 a conduit à faire reconnaître l'appellation « biologique ». En 2006, le Gouvernement du Québec instaure l'organisme CARTV pour légiférer dans ce domaine. CARTV prend la relève du Conseil des appellations agroalimentaires du Québec (CAAQ) à partir du 1er janvier 2008.  
Le 24 mars 2009, par décision du ministre de l'Agriculture, des Pêcheries et de l'Alimentation du Québec, l'« agneau de Charlevoix » est devenu le premier produit du terroir québécois à se voir reconnaître une appellation réservée au Québec. L’« agneau de Charlevoix » est ainsi reconnu publiquement protégeant son authenticité et sa dénomination géographique. L'usage de l’appellation est désormais réservé aux produits certifiés conformes au cahier des charges de l’appellation.  

## Législation
La loi québécoise protège quatre types d'appellations: appellation biologique, appellation d'origine, attestation de spécificité[C'est-à-dire ?], indication géographique protégée.

## Produits agricoles sous appellation réservée
Liste des produits visés :
- Agneau de Charlevoix ;
- Maïs sucré de Neuville ;
- Fromage de vache de race Canadienne ;
- Fromage fermier ;
- Cidre de glace du Québec ;
- Vin de glace du Québec ;
- Vin du Québec ;
- Biologique.